# Wilhelm III (hrabia Jülich)
Wilhelm III (zm. w 1218 lub 1219) – hrabia Jülich od 1207.

## Życiorys
Wilhelm był synem hrabiego Hengenbachu (Hengebachu) Eberharda I oraz Jutty, córki hrabiego Jülich Wilhelma I. Po śmierci brata matki, Wilhelma II, Wilhelm został jego dziedzicem i hrabią Jülich. W 1209 uzyskał Molbach. W walkach o tron niemiecki między Welfami i Hohenstaufami występował przeciwko tym ostatnim, jednak z czasem przeszedł na stronę Fryderyka II Hohenstaufa. W 1214 wziął w niewolę księcia Bawarii Ludwika I. W 1217 wyruszył na V wyprawę krzyżową. Zmarł w jej trakcie w Egipcie – zmarł w 1219 lub zginął w 1218 podczas walk o Damiettę. Pod koniec życia dokonał nadań na rzecz zakonu krzyżackiego.

## Rodzina
Żoną Wilhelma od ok. 1200 była Matylda, córka księcia Limburgii Henryka III (zmarła po 1234). Wilhelm i Matylda mieli dwóch lub trzech synów, w tym Wilhelma IV, następcę ojca jako hrabia Jülich.